# Grand Prix Węgier 2022
Grand Prix Węgier 2022, oficjalnie Formula 1 Aramco Magyar Nagydíj 2022 – trzynasta runda Mistrzostw Świata Formuły 1 w sezonie 2022. Grand Prix odbyło się w dniach 29-31 lipca 2022 na torze Hungaroring w Mogyoródzie. Wyścig wygrał Max Verstappen (Red Bull), a na podium stanęli kolejno obaj kierowcy Mercedesa – Lewis Hamilton oraz po starcie z pole position George Russell.

## Lista startowa
Na niebieskim tle kierowcy biorący udział jedynie w piątkowych treningach.
| Nr          | Kierowca         | Zespół                                         | Samochód                          | Silnik                      | Opony |
| ----------- | ---------------- | ---------------------------------------------- | --------------------------------- | --------------------------- | ----- |
| 1           | Max Verstappen   | Oracle Red Bull Racing                         | Red Bull RB18                     | Red Bull RBPTH001 1,6 V6T   | P     |
| 3           | Daniel Ricciardo | McLaren F1 Team                                | McLaren MCL36                     | Mercedes-AMG F1 M13 1,6 V6T | P     |
| 4           | Lando Norris     | McLaren F1 Team                                | McLaren MCL36                     | Mercedes-AMG F1 M13 1,6 V6T | P     |
| 5           | Sebastian Vettel | Aston Martin Aramco Cognizant Formula One Team | Aston Martin AMR22                | Mercedes-AMG F1 M13 1,6 V6T | P     |
| 6           | Nicholas Latifi  | Williams Racing                                | Williams FW44                     | Mercedes-AMG F1 M13 1,6 V6T | P     |
| 10          | Pierre Gasly     | Scuderia AlphaTauri                            | AlphaTauri AT03                   | Red Bull RBPTH001 1,6 V6T   | P     |
| 11          | Sergio Pérez     | Oracle Red Bull Racing                         | Red Bull RB18                     | Red Bull RBPTH001 1,6 V6T   | P     |
| 14          | Fernando Alonso  | BWT Alpine F1 Team                             | Alpine A522                       | Renault E-Tech RE22 1,6 V6T | P     |
| 16          | Charles Leclerc  | Scuderia Ferrari                               | Ferrari F1-75                     | Ferrari 066/7 1,6 V6T       | P     |
| 18          | Lance Stroll     | Aston Martin Aramco Cognizant Formula One Team | Aston Martin AMR22                | Mercedes-AMG F1 M13 1,6 V6T | P     |
| 20          | Kevin Magnussen  | Haas F1 Team                                   | Haas VF-22                        | Ferrari 066/7 1,6 V6T       | P     |
| 22          | Yūki Tsunoda     | Scuderia AlphaTauri                            | AlphaTauri AT03                   | Red Bull RBPTH001 1,6 V6T   | P     |
| 23          | Alexander Albon  | Williams Racing                                | Williams FW44                     | Mercedes-AMG F1 M13 1,6 V6T | P     |
| 24          | Zhou Guanyu      | Alfa Romeo F1 Team ORLEN                       | Alfa Romeo C42                    | Ferrari 066/7 1,6 V6T       | P     |
| 31          | Esteban Ocon     | BWT Alpine F1 Team                             | Alpine A522                       | Renault E-Tech RE22 1,6 V6T | P     |
| 44          | Lewis Hamilton   | Mercedes-AMG Petronas Formula One Team         | Mercedes-AMG F1 W13 E Performance | Mercedes-AMG F1 M13 1,6 V6T | P     |
| 47          | Mick Schumacher  | Haas F1 Team                                   | Haas VF-22                        | Ferrari 066/7 1,6 V6T       | P     |
| 55          | Carlos Sainz Jr. | Scuderia Ferrari                               | Ferrari F1-75                     | Ferrari 066/7 1,6 V6T       | P     |
| 63          | George Russell   | Mercedes-AMG Petronas Formula One Team         | Mercedes-AMG F1 W13 E Performance | Mercedes-AMG F1 M13 1,6 V6T | P     |
| 77          | Valtteri Bottas  | Alfa Romeo F1 Team ORLEN                       | Alfa Romeo C42                    | Ferrari 066/7 1,6 V6T       | P     |
| 88          | Robert Kubica    | Alfa Romeo F1 Team ORLEN                       | Alfa Romeo C42                    | Ferrari 066/7 1,6 V6T       | P     |
| Źródło: FIA |                  |                                                |                                   |                             |       |

## Wyniki

### Zwycięzcy sesji treningowych
| Sesja       | Nr | Kierowca         | Konstruktor | Czas     | Okr. |
| ----------- | -- | ---------------- | ----------- | -------- | ---- |
| 1           | 55 | Carlos Sainz Jr. | Ferrari     | 1:18,750 | 26   |
| 2           | 16 | Charles Leclerc  | Ferrari     | 1:18,445 | 27   |
| 3           | 6  | Nicholas Latifi  | Williams    | 1:41,480 | 17   |
| Źródło: FIA |    |                  |             |          |      |

### Kwalifikacje
| P                    | Nr | Kierowca         | Konstruktor                  | Czasy w kwalifikacjach | Czasy w kwalifikacjach | Czasy w kwalifikacjach | Poz. s. |
| P                    | Nr | Kierowca         | Konstruktor                  | Q1                     | Q2                     | Q3                     | Poz. s. |
| -------------------- | -- | ---------------- | ---------------------------- | ---------------------- | ---------------------- | ---------------------- | ------- |
| 1                    | 63 | George Russell   | Mercedes                     | 1:18,407               | 1:18,154               | 1:17,377               | 1       |
| 2                    | 55 | Carlos Sainz Jr. | Ferrari                      | 1:18,434               | 1:17,946               | 1:17,421               | 2       |
| 3                    | 16 | Charles Leclerc  | Ferrari                      | 1:18,806               | 1:17,768               | 1:17,567               | 3       |
| 4                    | 4  | Lando Norris     | McLaren-Mercedes             | 1:18,653               | 1:18,121               | 1:17,769               | 4       |
| 5                    | 31 | Esteban Ocon     | Alpine-Renault               | 1:18,866               | 1:18,216               | 1:18,018               | 5       |
| 6                    | 14 | Fernando Alonso  | Alpine-Renault               | 1:18,716               | 1:17,904               | 1:18,078               | 6       |
| 7                    | 44 | Lewis Hamilton   | Mercedes                     | 1:18,374               | 1:18,035               | 1:18,142               | 7       |
| 8                    | 77 | Valtteri Bottas  | Alfa Romeo-Ferrari           | 1:18,935               | 1:18,445               | 1:18,157               | 8       |
| 9                    | 3  | Daniel Ricciardo | McLaren-Mercedes             | 1:18,775               | 1:18,198               | 1:18,379               | 9       |
| 10                   | 1  | Max Verstappen   | Red Bull Racing-RBPT         | 1:18,509               | 1:17,703               | 1:18,823               | 10      |
| 11                   | 11 | Sergio Pérez     | Red Bull Racing-RBPT         | 1:19,118               | 1:18,516               |                        | 11      |
| 12                   | 24 | Zhou Guanyu      | Alfa Romeo-Ferrari           | 1:18,973               | 1:18,573               |                        | 12      |
| 13                   | 20 | Kevin Magnussen  | Haas-Ferrari                 | 1:18,993               | 1:18,825               |                        | 13      |
| 14                   | 18 | Lance Stroll     | Aston Martin Aramco-Mercedes | 1:19,205               | 1:19,137               |                        | 14      |
| 15                   | 47 | Mick Schumacher  | Haas-Ferrari                 | 1:19,164               | 1:19,202               |                        | 15      |
| 16                   | 22 | Yūki Tsunoda     | AlphaTauri-RBPT              | 1:19,240               |                        |                        | 16      |
| 17                   | 23 | Alexander Albon  | Williams-Mercedes            | 1:19,256               |                        |                        | 17      |
| 18                   | 5  | Sebastian Vettel | Aston Martin Aramco-Mercedes | 1:19,273               |                        |                        | 18      |
| 19                   | 10 | Pierre Gasly     | AlphaTauri-RBPT              | 1:19,527               |                        |                        | PL      |
| 20                   | 6  | Nicholas Latifi  | Williams-Mercedes            | 1:19,570               |                        |                        | 19      |
| 107% czasu: 1:23,860 |    |                  |                              |                        |                        |                        |         |
| Źródło: FIA          |    |                  |                              |                        |                        |                        |         |

Uwagi
1. ↑  Pierre Gasly został zmuszony do startu z alei serwisowej za złamanie zasad parku zamkniętego[6].

### Wyścig
| P           | Nr | Kierowca         | Konstruktor                  | Okr. | Czas                | Start | +/–       | Punkty |
| ----------- | -- | ---------------- | ---------------------------- | ---- | ------------------- | ----- | --------- | ------ |
| 1           | 1  | Max Verstappen   | Red Bull Racing-RBPT         | 70   | 1:39:35,912         | 10    | 9         | 25     |
| 2           | 44 | Lewis Hamilton   | Mercedes                     | 70   | +7,834              | 7     | 5         | 18+1   |
| 3           | 63 | George Russell   | Mercedes                     | 70   | +12,337             | 1     | 2         | 15     |
| 4           | 55 | Carlos Sainz Jr. | Ferrari                      | 70   | +14,579             | 2     | 2         | 12     |
| 5           | 11 | Sergio Pérez     | Red Bull Racing-RBPT         | 70   | +15,688             | 11    | 6         | 10     |
| 6           | 16 | Charles Leclerc  | Ferrari                      | 70   | +16,047             | 3     | 3         | 8      |
| 7           | 4  | Lando Norris     | McLaren-Mercedes             | 70   | +1:18,300           | 4     | 3         | 6      |
| 8           | 14 | Fernando Alonso  | Alpine-Renault               | 69   | +1 okrążenie        | 6     | 2         | 4      |
| 9           | 31 | Esteban Ocon     | Alpine-Renault               | 69   | +1 okrążenie        | 5     | 4         | 2      |
| 10          | 5  | Sebastian Vettel | Aston Martin Aramco-Mercedes | 69   | +1 okrążenie        | 18    | 8         | 1      |
| 11          | 18 | Lance Stroll     | Aston Martin Aramco-Mercedes | 69   | +1 okrążenie        | 14    | 3         |        |
| 12          | 10 | Pierre Gasly     | AlphaTauri-RBPT              | 69   | +1 okrążenie        | PL    | 8         |        |
| 13          | 24 | Zhou Guanyu      | Alfa Romeo-Ferrari           | 69   | +1 okrążenie        | 12    | 1         |        |
| 14          | 47 | Mick Schumacher  | Haas-Ferrari                 | 69   | +1 okrążenie        | 15    | 1         |        |
| 15          | 3  | Daniel Ricciardo | McLaren-Mercedes             | 69   | +1 okrążenie        | 9     | 6         |        |
| 16          | 20 | Kevin Magnussen  | Haas-Ferrari                 | 69   | +1 okrążenie        | 13    | 3         |        |
| 17          | 23 | Alexander Albon  | Williams-Mercedes            | 69   | +1 okrążenie        | 17    | Bez zmian |        |
| 18          | 6  | Nicholas Latifi  | Williams-Mercedes            | 69   | +1 okrążenie        | 19    | 1         |        |
| 19          | 22 | Yūki Tsunoda     | AlphaTauri-RBPT              | 68   | +2 okrążenia        | 16    | 3         |        |
| 20          | 77 | Valtteri Bottas  | Alfa Romeo-Ferrari           | 65   | NU (jednostka mocy) | 8     | 12        |        |
| Źródło: FIA |    |                  |                              |      |                     |       |           |        |

Uwagi
1. ↑  Dodatkowy 1 punkt jest przyznawany kierowcy, który ustanowił najszybsze okrążenie w wyścigu, pod warunkiem, że ukończył wyścig w pierwszej 10.
2. ↑  Daniel Ricciardo ukończył wyścig na trzynastym miejscu, ale otrzymał karę 5 sekund doliczonych do uzyskanego czasu za spowodowanie kolizji z Lance’em Strollem[9].
3. ↑  Valtteri Bottas został sklasyfikowany, ponieważ przejechał więcej niż 90% dystansu wyścigu.

### Najszybsze okrążenie
| Nr          | Kierowca       | Konstruktor | Czas     | Okr. |
| ----------- | -------------- | ----------- | -------- | ---- |
| 44          | Lewis Hamilton | Mercedes    | 1:21,386 | 57   |
| Źródło: FIA |                |             |          |      |

### Prowadzenie w wyścigu
| Nr                              | Kierowca         | Konstruktor | Okrążenia    | Suma |
| ------------------------------- | ---------------- | ----------- | ------------ | ---- |
| 63                              | George Russell   | Mercedes    | 1–15, 22–30  | 24   |
| 1                               | Max Verstappen   | Red Bull    | 51–70        | 20   |
| 16                              | Charles Leclerc  | Ferrari     | 17–21, 31–39 | 14   |
| 55                              | Carlos Sainz Jr. | Ferrari     | 16, 40–46    | 8    |
| 44                              | Lewis Hamilton   | Mercedes    | 47–50        | 4    |
| \| Wykres \| \| ------ \| \| \| |                  |             |              |      |
| Źródło: FIA                     |                  |             |              |      |
| Wykres                          |                  |             |              |      |
|                                 |                  |             |              |      |

## Klasyfikacja po wyścigu

### Kierowcy
Źródło: FIA
| P  | +/− | Kierowca         | Starty | Punkty | P1 | P2 | P3 | PP | NO | NS |
| -- | --- | ---------------- | ------ | ------ | -- | -- | -- | -- | -- | -- |
| 1  | 0   | Max Verstappen   | 13     | 258    | 8  | 1  | 1  | 3  | 3  | 1  |
| 2  | 0   | Charles Leclerc  | 13     | 178    | 3  | 2  | –  | 7  | 3  | 3  |
| 3  | 0   | Sergio Pérez     | 13     | 173    | 1  | 5  | –  | 1  | 2  | 2  |
| 4  | +1  | George Russell   | 13     | 158    | –  | –  | 5  | 1  | –  | 1  |
| 5  | −1  | Carlos Sainz Jr. | 13     | 156    | 1  | 3  | 2  | 1  | 2  | 4  |
| 6  | 0   | Lewis Hamilton   | 13     | 146    | –  | 2  | 4  | –  | 2  | –  |
| 7  | 0   | Lando Norris     | 13     | 76     | –  | –  | 1  | –  | 1  | 1  |
| 8  | 0   | Esteban Ocon     | 13     | 58     | –  | –  | –  | –  | –  | 1  |
| 9  | 0   | Valtteri Bottas  | 13     | 46     | –  | –  | –  | –  | –  | 2  |
| 10 | 0   | Fernando Alonso  | 13     | 41     | –  | –  | –  | –  | –  | 2  |
| 11 | 0   | Kevin Magnussen  | 13     | 22     | –  | –  | –  | –  | –  | 3  |
| 12 | 0   | Daniel Ricciardo | 13     | 19     | –  | –  | –  | –  | –  | 1  |
| 13 | 0   | Pierre Gasly     | 13     | 16     | –  | –  | –  | –  | –  | 3  |
| 14 | 0   | Sebastian Vettel | 11     | 16     | –  | –  | –  | –  | –  | 1  |
| 15 | 0   | Mick Schumacher  | 13     | 12     | –  | –  | –  | –  | –  | 3  |
| 16 | 0   | Yūki Tsunoda     | 13     | 11     | –  | –  | –  | –  | –  | 3  |
| 17 | 0   | Zhou Guanyu      | 13     | 5      | –  | –  | –  | –  | –  | 4  |
| 18 | 0   | Lance Stroll     | 13     | 4      | –  | –  | –  | –  | –  | –  |
| 19 | 0   | Alexander Albon  | 13     | 3      | –  | –  | –  | –  | –  | 1  |
| 20 | 0   | Nicholas Latifi  | 13     | 0      | –  | –  | –  | –  | –  | 4  |
| 21 | 0   | Nico Hülkenberg  | 2      | 0      | –  | –  | –  | –  | –  | –  |
| P  | +/− | Kierowca         | Starty | Punkty | P1 | P2 | P3 | PP | NO | NS |

### Konstruktorzy
Źródło: FIA
| P  | +/− | Konstruktor                  | Starty | Punkty | P1 | P2 | P3 | PP | NO | NS |
| -- | --- | ---------------------------- | ------ | ------ | -- | -- | -- | -- | -- | -- |
| 1  | 0   | Red Bull Racing-RBPT         | 26     | 431    | 9  | 6  | 1  | 4  | 5  | 3  |
| 2  | 0   | Ferrari                      | 26     | 334    | 4  | 5  | 2  | 8  | 5  | 7  |
| 3  | 0   | Mercedes                     | 26     | 304    | –  | 2  | 9  | 1  | 2  | 1  |
| 4  | 0   | Alpine-Renault               | 26     | 99     | –  | –  | –  | –  | –  | 3  |
| 5  | 0   | McLaren-Mercedes             | 26     | 95     | –  | –  | 1  | –  | 1  | 2  |
| 6  | 0   | Alfa Romeo Racing-Ferrari    | 26     | 51     | –  | –  | –  | –  | –  | 6  |
| 7  | 0   | Haas-Ferrari                 | 26     | 34     | –  | –  | –  | –  | –  | 6  |
| 8  | 0   | Scuderia AlphaTauri-RBPT     | 26     | 27     | –  | –  | –  | –  | –  | 6  |
| 9  | 0   | Aston Martin Aramco-Mercedes | 26     | 20     | –  | –  | –  | –  | –  | 1  |
| 10 | 0   | Williams-Mercedes            | 26     | 3      | –  | –  | –  | –  | –  | 5  |
| P  | +/− | Konstruktor                  | Starty | Punkty | P1 | P2 | P3 | PP | NO | NS |